# Хотуницька сільська рада
Хоту́ницька сільська́ ра́да — адміністративно-територіальна одиниця та орган місцевого самоврядування у Сновському районі Чернігівської області. Адміністративний центр — село Хотуничі.

## Загальні відомості
Хотуницька сільська рада утворена в 1918 році.
- Територія ради: 54,777 км²
- Населення ради: 825 осіб (станом на 2001 рік)

## Населені пункти
Сільській раді підпорядковані населені пункти:
- с. Хотуничі
- с. Камка
- с. Крестопівщина

## Склад ради
Рада складається з 14 депутатів та голови.
- Голова ради: Бондар Микола Володимирович
- Секретар ради:

### Керівний склад попередніх скликань
| ПІБ                         | Основні відомості                                                 | Дата обрання | Дата звільнення |
| --------------------------- | ----------------------------------------------------------------- | ------------ | --------------- |
| Бондар Микола Володимирович | Сільський голова, 1960 року народження, освіта вища, безпартійний | 26.03.2006   | 31.10.2010      |
| Бондар Микола Володимирович | Сільський голова, 1960 року народження, освіта вища, безпартійний | 31.10.2010   |                 |

Примітка: таблиця складена за даними джерела

### Депутати
За результатами місцевих виборів 2010 року депутатами ради стали:

#### За суб'єктами висування
| Суб'єкт висування                 | Кількість обраних депутатів | %    |
| --------------------------------- | --------------------------- | ---- |
| Самовисування                     | 7                           | 50   |
| Партія регіонів                   | 3                           | 21,4 |
| Народна партія                    | 2                           | 14,3 |
| Політична партія «Сильна Україна» | 1                           | 7,1  |
| Соціалістична партія України      | 1                           | 7,1  |

#### За округами
| № округу                          | Прізвище, ім'я, по батькові      | Дата визнання обраним | Освіта             | Партійна приналежність                        | Відомості про обраного депутата                    |
| --------------------------------- | -------------------------------- | --------------------- | ------------------ | --------------------------------------------- | -------------------------------------------------- |
| Народна Партія                    |                                  |                       |                    |                                               |                                                    |
| 6                                 | Таран Олександр Юрійович         | 05.11.2010            | середня спеціальна | позапартійний                                 | райагролісгосп, лісник                             |
| 11                                | Павловський Віктор Васильович    | 05.11.2010            | середня            | позапартійний                                 | тимчасово не працює                                |
| Партія регіонів                   |                                  |                       |                    |                                               |                                                    |
| 7                                 | Довгаль Олександр Петрович       | 05.11.2010            | незакінчена вища   | позапартійний                                 | ПСП «Прогрес», інженер                             |
| 8                                 | Підлісний Микола Новомирович     | 05.11.2010            | середня            | позапартійний                                 | тимчасово не працює                                |
| 9                                 | Мінченко Юрій Іванович           | 05.11.2010            | середня            | позапартійний                                 | приватний підприємець                              |
| Політична партія «Сильна Україна» |                                  |                       |                    |                                               |                                                    |
| 5                                 | Кириченко Андрій Олександрович   | 05.11.2010            | вища               | позапартійний                                 | Чернігівукрродючість                               |
| Соціалістична партія України      |                                  |                       |                    |                                               |                                                    |
| 1                                 | Сікач В'ячеслав Миколайович      | 05.11.2010            | середня            | член Соціалістичної партії України            | тимчасово не працює                                |
| Самовисування                     |                                  |                       |                    |                                               |                                                    |
| 2                                 | Щербина Сергій Миколайович       | 05.11.2010            | вища               | член Всеукраїнського об'єднання «Батьківщина» | Хотуницька загальноосвітня школа, вчитель          |
| 3                                 | Рощина Тетяна Іванівна           | 05.11.2010            | середня            | член Всеукраїнського об'єднання «Батьківщина» | Петровське ССТ, продавець                          |
| 4                                 | Безручко Світлана Іванівна       | 05.11.2010            | вища               | член Всеукраїнського об'єднання «Батьківщина» | Хотуницькасільська рада, секретар                  |
| 10                                | Лютий Анатолій Миколайович       | 05.11.2010            | вища               | член Української Народної Партії              | КСОВП «Злагода», голова                            |
| 12                                | Стародубець Олександр Михайлович | 05.11.2010            | вища               | член Всеукраїнського об'єднання «Батьківщина» | Хотуницька загальноосвітня школа, вчитель          |
| 13                                | Процька Тетяна Олександрівна     | 05.11.2010            | вища               | член Всеукраїнського об'єднання «Батьківщина» | Хотуницька сільська рада, бухгалтер                |
| 14                                | Вовчок Сергій Миколайович        | 05.11.2010            | середня спеціальна | позапартійний                                 | Камський фельдшерсько-акушерський пункт, завідувач |